# ۱۱۱۹ (میلادی)

## رویدادها
- ۱۰ دسامبر: زمین‌لرزه ‌قزوین. زمین لرزه شدیدی در شب ۵ رمضان ۵۱۳ در منطقه قزوین کسان بسیاری را کشت و آسیب گسترده‌ای رساند. باروی قزوین و یک سوم شهر ویران شد و آسیب شدیدی به مسجد ابوحنیفه رسید به گونه‌ای که به مرمت بعدی آن نیاز افتاد. پسلرزه‌ها به مدت یکسال دنبال داشت.